# Dialeto riojano
Se denomina dialeto riojano o conjunto de variedades do espanhol faladas na região de La Rioja, apresentando traços do aragonês e do basco, assim como outros similaridades com as demais línguas peninsulares.
Pode ainda ser dividido em dois sub-dialetos: O de La Rioja baixa e de La Rioja alta, tendendo a La Rioja alta coincidir algumas características com Castilla e León (Burgos e Soria) e baixo coincidir com o Aragão e Navarra. Há muitas características comuns entre essas duas regiões de Rioja.
Com características de Basco e Aragão pode ser explicado, porque as variantes de línguas eram faladas em La Rioja, na antiguidade, e podem ser remanescentes de línguas que desapareceram, embora não totalmente, devido à incorporação completa do Reino de Castela na região, separando assim o Reino de Navarra. Muitas das características da fala Rioja já desapareceram, ou a sua utilização tem sido muito reduzida ao longo dos anos.